# Anthocerotopsida
Anthocerotopsida är en klass av bladmossor. Anthocerotopsida ingår i divisionen bladmossor och riket växter. Enligt Catalogue of Life omfattar klassen Anthocerotopsida 50 arter. 
Kladogram enligt Catalogue of Life:
| Anthocerotopsida | \| \| Anthocerotales \| \| \| \| \| \| Dendrocerotales \| \| \| \| \| \| Notothyladales \| \| \| \| \| \| Phymatocerotales \| \| \| \| |
|                  | \| \| Anthocerotales \| \| \| \| \| \| Dendrocerotales \| \| \| \| \| \| Notothyladales \| \| \| \| \| \| Phymatocerotales \| \| \| \| |
|                  | sotmossor |
|                  | |
|                  | egentliga bladmossor |
|                  | |
|                  | Haplomitriopsida |
|                  | |
|                  | Jungermanniopsida |
|                  | |
|                  | Leiosporocerotopsida |
|                  | |
|                  | levermossor |
|                  | |
|                  | vitmossor |
|                  | |
|                  | Anthocerotales |
|                  | |
|                  | Dendrocerotales |
|                  | |
|                  | Notothyladales |
|                  | |
|                  | Phymatocerotales |
|                  | |

|  | Anthocerotales   |
|  |                  |
|  | Dendrocerotales  |
|  |                  |
|  | Notothyladales   |
|  |                  |
|  | Phymatocerotales |
|  |                  |

## Bildgalleri

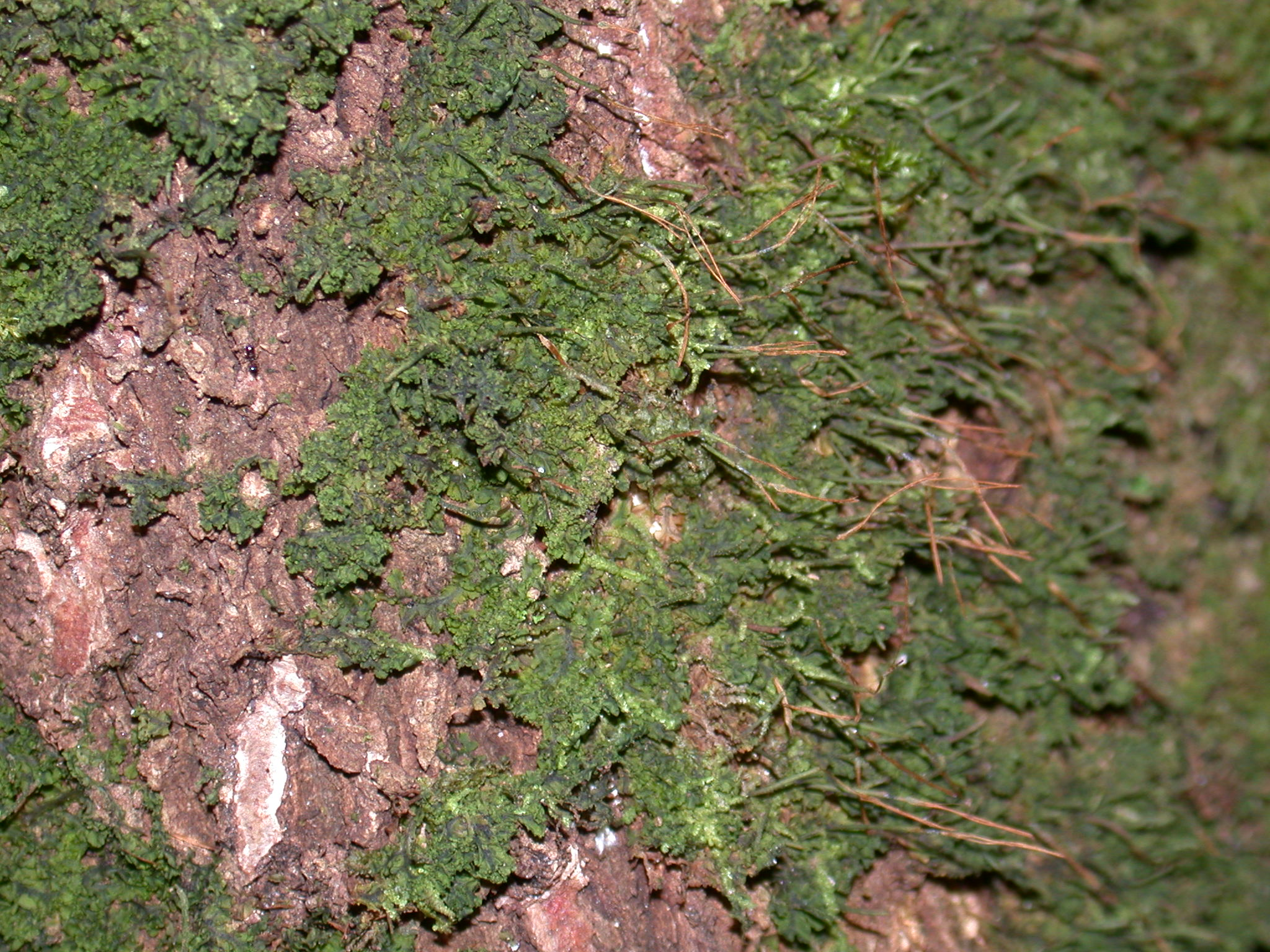